# Slow Horses
Slow Horses è una serie televisiva statunitense e britannica distribuita su Apple TV+ dal 1º aprile 2022 con Gary Oldman, Jack Lowden e Kristin Scott Thomas.

## Premessa
Slough House, "la casa del Pantano" di Londra, è un purgatorio amministrativo per i demansionati del servizio MI5, l'ente per la sicurezza e il controspionaggio del Regno Unito la cui sede è ubicata a Regent's Park, che hanno fallito gravemente un compito ma non sono stati licenziati. Quelli che vi sono mandati sono noti come "slow horses", i "ronzini", un gioco di parole su "Slough House". Ci si aspetta che sopportino compiti noiosi e burocratici, insieme a occasionali abusi mentali da parte del loro miserabile capo, Jackson Lamb, un agente con un passato operativo nella guerra fredda, che si aspetta che si licenzino per noia o frustrazione. La vita a "Slough House" è definita dalla noia e dall'attesa di una riabilitazione professionale. Eppure, in qualche modo, gli "slow horses" finiscono coinvolti in intrighi investigativi che mettono in pericolo la Gran Bretagna.

## Trama

### Prima stagione:Slow Horses
Durante un'esercitazione nell'aeroporto di Stansted di Londra, l'agente del MI5 River Cartwright commette un grave errore di valutazione e per questo viene mandato in un'unità di agenti in disgrazia, denominata il "Pantano" (Slough House).
Capitanata dal veterano Jackson Lamb, un tempo agente del MI5 di grande valore e ora confinato ai margini dell'Intelligence, il Pantano è un'unità non operativa del MI5, composta da alcuni agenti degradati (denominati dal MI5 Slow horses, in italiano "i ronzini"), a cui vengono saltuariamente assegnati compiti di basso profilo e spesso umilianti. Lamb, scorbutico e irascibile, mantiene distanze relazionali e professionali col suo gruppo di agenti, prendendo soprattutto di mira River Cartwright, verso il quale sembra nutrire un particolare astio. Un giorno al giovane agente viene affidata da Lamb la sorveglianza del giornalista di destra Robert Hobden. Cartwright tuttavia non prende alla leggera il suo umile compito e inizia ad indagare caparbiamente fino a rivelare un intricato complotto relativo al sequestro di un giovane musulmano: un'oscura vicenda in cui la vice direttrice del MI5, Diana Taverner, recita un ruolo cruciale.

### Seconda stagione:Dead Lions
L'anziano agente del MI5 Dickie Bow riconosce casualmente un uomo che lo torturò durante il periodo della guerra fredda a Berlino: lo segue prima su un treno, poi su autobus, sul quale ha un attacco di cuore e viene trovato senza vita. Jackson Lamb non crede che sia morto per cause naturali e si mette a investigare, trovando sull'autobus il telefono di Bow con una nota scritta prima di morire, contenente la parola "cicala". Lamb si mette in allarme, in quanto con il termine "cicale" (chiamati anche "leoni morti") si indicavano un tempo agenti dormienti russi in territorio inglese. Tuttavia di questi agenti non si erano mai trovate tracce, quindi la pista non era mai stata seguita dall'Intelligence britannica, ma Lamb vuole vederci chiaro e inizia ad analizzare con la sua squadra tutti gli ultimi movimenti di Bow e dell'uomo misterioso che aveva inseguito prima di morire.

### Terza stagione:Real Tigers
Alison Dunn, un'agente dell'intelligence britannica, viene trovata morta a Istanbul dal suo amante, Sean Donovan, anch'egli del MI5, che sospettava che la donna avesse rubato un dossier riservato dall'ambasciata britannica. Un anno dopo, Catherine Standish scompare dopo aver incontrato Donovan durante una seduta degli Alcolisti Anonimi. Al "Pantano" si mettono alla ricerca della donna. Lamb scopre che Donovan lavora in una squadra "tigre" (tiger team) di un'agenzia privata di sicurezza (la Chieftain) e che il rapimento di Standish fa parte di un test voluto dal ministro dell'Interno Peter Judd per mettere in luce le debolezze della sicurezza nel MI5 e costringere così la direttrice Ingrid Tearny ad accettare la privatizzazione della sicurezza, affidandola alla Chieftain. Nel frattempo, Donovan, che non risponde più agli ordini della Chieftain, mette in atto la seconda parte del suo piano: recuperare il dossier riservato che aveva causato la morte di Dunn. Tearney scopre che la sua seconda in comando, Diana Taverner, ha fatto in modo che Donovan potesse ritrovare il dossier che contiene prove che costringerebbero Tearney alle dimissioni. Ordina perciò al capo della sicurezza Duffy di andare all'archivio con una squadra di mercenari della Chieftain e uccidere chiunque sia nell'edificio per evitare che il dossier venga reso pubblico. Intanto, Lamb riesce a individuare il luogo in cui è tenuta Standish e si attiva per liberarla. Dall'assalto all'archivio escono vivi solo i "ronzini", gli investigatori del Pantano. Alla resa dei conti, Tearney e Judd sono costretti a dimettersi e Taverner diventa la nuova direttrice del MI5.

### Quarta stagione:Spook Street
L'esplosione di un'autobomba nel centro di Londra e un tentativo di omicidio nella casa di David Cartwright si rivelano essere fatti collegati perché le identità dell'attentatore e del sosia di River sono in realtà false identità create decenni prima dall'MI5. Nell'indagare sul caso, il giovane Cartwright scopre che in realtà suo padre sia Frank Harkness, un ex agente della CIA diventato mercenario che usa i figli avuti con varie donne come killer nella sua squadra. River, a differenza degli altri bambini, non è stato cresciuto in Francia dove si trova l'uomo con i figli, ma a Londra perché suo nonno ha barattato la figlia, che era volutamente andata con Harkness, con armi, soldi e false identità che, scopriranno la '"prima scrivania" Claude Whelan e la "seconda scrivania" Ingrid Tearney, essere state usate nel corso degli anni per diversi omicidi in giro per il mondo. Nel tentativo di non poter essere collegato all'attentato, il mandante di Harkness, pena la sua morte, gli ordina di "fare pulizia" e lui con l'unico figlio rimasto tentano quindi di uccidere David Cartwright e Sam Chapman, l'uomo che fisicamente fece lo scambio trent'anni prima, ma i ronzini riescono a fermarli perdendo però Chapman, ucciso da Patrice mentre tentava la fuga, e Marcus, che ha cercato di difendere i colleghi al pantano. Frank Harkness però, grazie a tutto quello che conosce riguardo ai servizi segreti, viene rilasciato.

## Episodi
| Stagione         | Episodi | Prima TV |
| ---------------- | ------- | -------- |
| Prima stagione   | 6       | 2022     |
| Seconda stagione | 6       | 2022     |
| Terza stagione   | 6       | 2023     |
| Quarta stagione  | 6       | 2024     |

## Cast e personaggi

### Principali
- Gary Oldman interpreta Jackson Lamb, il capo della 'Slough House', trasandato, maleducato, subdolo e dotato di un umorismo pungente; mantiene una segreta lealtà verso i "suoi" "Slow Horses".
- Jack Lowden interpreta River Cartwright, un promettente agente dell'MI5 che viene improvvisamente trasferito a "Slough House" dopo un errore durante un addestramento molto pubblicizzato.
- Kristin Scott Thomas nel ruolo di Diana Taverner, vicedirettrice generale dell'MI5 e responsabile delle operazioni, designata "Second Desk"', la "Seconda scrivania".
- Sophie Okonedo nel ruolo di Ingrid Tearney (serie 3; ospite speciale serie 1), il direttore generale dell'MI5, spesso definito "First Desk", la "Prima scrivania".
- Jonathan Pryce nel ruolo di David Cartwright (serie 3–presente; ospite speciale serie 1–2), nonno di River Cartwright, un alto ufficiale in pensione dell'MI5.
- Hugo Weaving interpreta Frank Harkness (serie 4), un ex agente della CIA diventato mercenario.

### Ospiti speciali
- Katherine Waterston interpreta Alison Dunn (serie 3), un'agente dell'MI5 che scopre un oscuro segreto nel cuore dell'agenzia.
- Sope Dirisu interpreta Sean Donovan (serie 3), ex capo della sicurezza dell'ambasciata britannica a Istanbul.

### Nella "Casa del Pantano"
- Saskia Reeves interpreta Catherine Standish, amministratrice d'ufficio, ex alcolista, ancora innamorata del suo superiore defunto da tempo.
- Rosalind Eleazar interpreta Louisa Guy, assegnata a "Slough House" dopo che un'operazione di pedinamento è andata male.
- Christopher Chung interpreta Roddy Ho, un nerd informatico antipatico ma brillante ed ex hacktivista, sulle cui competenze tecnologiche gli "Slow Horses" sono costretti a fare affidamento.
- Dustin Demri-Burns interpreta Min Harper (serie 1–2), assegnato al Pantano dopo aver dimenticato distrattamente un disco top secret sul treno.
- Olivia Cooke interpreta Sidonie "Sid" Baker (prima serie), un'agente dell'MI5 competente e simpatica, inspiegabilmente assegnata a "Slough House".
- Steven Waddington interpreta Jed Moody (prima serie), ex membro dei "Dogs", un'unità tattica e di affari interni dell'MI5.
- Paul Higgins nel ruolo di Struan Loy (serie 1), assegnato dopo aver inviato un'e-mail di lavoro inappropriata.
- Aimee-Ffion Edwards nel ruolo di Shirley Dander (serie 2-presente), che ha problemi di rabbia e droga.
- Kadiff Kirwan nel ruolo di Marcus Longridge (serie 2-4), che tende a scommettere sul lavoro.
- Joanna Scanlan nel ruolo di Moira Tregorian (serie 4-presente), una delle regine del Database, bandita a "Slough House" da Claude Whelan. Diventa la sostituta temporanea di Catherine.
- Tom Brooke nel ruolo di JK Coe (serie 4-presente), il nuovo "Slow Horse" ed ex agente di "Psych Eval", unità di ricerca psicologica.

### Altri personaggi
Altri personaggi degni di nota che appaiono in più di una serie includono:
- Chris Reilly interpreta Nick Duffy (serie 1–3), capo degli affari interni dell'MI5 e spietata unità tattica soprannominata "i Cani".
- Chris Coghill interpreta Hobbs (serie 1 e 3), un membro dei 'Dogs".
- Samuel West interpreta il parlamentare Peter Judd, un politico conservatore dai gomiti affilati nella prima stagione che è stato promosso a ministro dell'interno nelle stagioni 2-3.
- Freddie Fox interpreta James "Spider" Webb (serie 1–3), un agente dell'MI5 di stanza al quartier generale di Regent's Park.
- Naomi Wirthner interpreta Molly Doran (serie 2-presente), archivista dell'MI5 a Regent's Park.
- Sean Gilder interpreta Sam Chapman "il Pessimo" (serie 2-4), ex  guardia del corpo di David Cartwright diventato investigatore privato.
- Ruth Bradley nel ruolo di Emma Flyte (serie 4-presente), la nuova affascinante comandante dei "Cani".
- James Callis nel ruolo di Claude Whelan (serie 4-presente), il neo promosso Direttore Generale dell'MI5, o "First Desk", "Prima scrivania".

### Altri personaggi in Slow Horses
- Antonio Aakeel interpreta Hassan Ahmed, studente dell'Università di Leeds rapito dai "Figli di Albione".
- Paul Hilton interpreta Robert Hobden, un giornalista caduto in disgrazia e in difficoltà, legato a gruppi estremisti di estrema destra.
- Sam Hazeldine interpreta Moe, il leader dei "Figli di Albione", un gruppo estremista di estrema destra, con un segreto da nascondere.
- Brian Vernel interpreta Curly, un membro fanatico dei "Figli di Albione".
- Stephen Walters interpreta Zeppo, membro dei "Figli di Albione".
- David Walmsley interpreta Larry, membro dei "Figli di Albione".
- James Faulkner interpreta Charles Partner (nei flashback), ex direttore generale dell'MI5 durante la guerra fredda, per il quale Standish lavorava come assistente personale.

### Altri personaggi in Dead Lions
- Rade Šerbedžija interpreta Nikolai Katinsky, un ex agente del KGB che vive in esilio a Londra dopo aver disertato alla fine della guerra fredda.
- Marek Vašut interpreta Andre Chernitsky, ex agente del KGB e assassino attivo durante la guerra fredda.
- Alec Utgoff nel ruolo di Arkady Pashkin, un faccendiere dell'oligarca Ilya Nevsky.
- Catherine McCormack interpreta Alex Tropper, residente del piccolo villaggio di Upshott, moglie di Duncan e madre di Kelly.
- Adrian Rawlins interpreta Duncan Tropper, proprietario di un pub e di un Aeroclub a Upshott, marito di Alex e padre di Kelly.
- Tamsin Topolski interpreta Kelly Tropper, barista del pub Upshott e figlia di Alex e Duncan.
- Phil Davis interpreta Richard Bough, alias Dickie Bow, un ex agente dell'MI5 caduto in disgrazia e ora in pensione da tempo.

### Altri personaggi in Real Tigers
- Sion Young interpreta Douglas, un archivista dell'MI5.
- Charlie Rowe interpreta Ben, un membro della squadra di Donovan e fratello di Alison Dunn.
- Eliot Salt interpreta Sarah, un membro della squadra di Donovan e sorella di Alison Dunn.
- Gavin Spokes interpreta Sly Monteith, capo della società di sicurezza privata "Chieftain".
- Nick Blood interpreta Sturges, un agente del Chieftain.

### Altri personaggi in Spook Street
- Kiran Sonia Sawar nel ruolo di Giti Rahman, un agente dell'MI5 a Regent's Park.
- Tom Wozniczka nel ruolo di Patrice, un mercenario che lavora per Harkness.
- Anna Wilson-Jones interpreta Isabel Cartwright, madre di River e figlia di David.

## Produzione
La serie è l'adattamento dei romanzi dello scrittore britannico Mick Herron della serie di libri che vede come protagonista Jackson Lamb. Il primo romanzo della serie, Slow Horses (in italiano Un covo di bastardi), è stato pubblicato nel 2010 e tradotto in italiano nel 2018. Il più recente, Bad Actors, è uscito in inglese nel 2022 ma non è ancora stato tradotto.
Alla fine del 2019 Apple TV+ annuncia che il protagonista sarà interpretato da Gary Oldman che, per la prima volta, ricopre un ruolo regolare in una serie TV.
Dopo il rinnovo annunciato per la seconda stagione che ha esordito il 2 dicembre 2022, il 1º giugno 2022 la serie è stata ufficialmente rinnovata per la terza stagione, andata in onda dal 29 novembre 2023, e per la quarta, andata in onda dal 4 settembre 2024.
La quinta stagione è stata annunciata a gennaio 2024 e sarà basata sul quinto libro della serie, London Rules.
Il 15 ottobre 2024, a pochi giorni dalla fine della pubblicazione della quarta stagione, Apple TV+ annuncia il rinnovo per una sesta stagione.

### La sigla
La sigla, Strange Game, è cantata da Mick Jagger che l'ha scritta appositamente per la serie insieme a Daniel Pemberton.